# Махдистички рат
Махдистички рат (енгл. Mahdist War) био је оружана борба народа Судана 1881-1898. против британско-египатске доминације.

## Позадина
После египатског освајања Судана 1872. власт у земљи прешла је у руке колониста-египатских и турских феудалаца и чиновника, којих је било око 20.000. Судански народ био је изложен суровој експлоатацији, терору и пљачки. Суданци су масовно одвођени и продавани као робови. Истовремено, у Судану је (нарочито после 1882) јачао утицај Велике Британије која је тежила да га претвори у своју колонију. Због високих феудалних намета и терора колонијалне власти, у народу је све више расло незадовољство, које 1881. прераста у народни устанак.

## Устанак

### Побуна против египатске власти
Пошто је придобио нека племена западног Судана, Мухамед Ахмед се прогласио Махдијем (арапски al-Mahdi - вођен од бога, верски вођа) и прокламовао општу равноправност свих Суданаца, позвавши народ у борбу против страних угњетача. Устанак је почео у мају 1881 у провинцији Кардофан (Qardofan), а затим се постепено ширио у остале провинције Судана.
У почетној фази устаници су разбили неколико британско-египатских експедиција, упућених из Египта да угуше устанак. Најзначајнија експедиција била је под командом Хикс-паше (енгл. William Hicks), јачине око 10.000 људи, која је у септембру 1883. упућена из Картума против устаника у провинцији Кардофан. Изненадним нападом устаника југоисточно од Ал-Убајда (al-Ubayd), те снаге потпуно су уништене 5. новембра. У 1883. устаници су постигли велике успехе, заробили око 20.000 пушака, 19 топова, велике количине муниције и опреме. Устанак је убрзо захватио провинције Дар-фур (Dār-Fūr), Бахр ал-Газал (Bahr al-Ghazāl) и Екваторију (Equatoria - Mudīriyat al-Istwa'yā). Вођа устанка у провинцији Касали (Kassalā), Осман Дигна (Othmān Abū Bakr Digna) тукао је у мају 1884. британско-египатске снаге (око 10.000 људи) под генералом Бејкером (Valentine Baker) код Савакина (Sawākin) на Црвеном Мору.

### Ослобођење Картума
Изгледи за угушивање устанка били су све мањи. Велика Британија је, преко гувернера Чарлса Гордона (енгл. Charles George Gordon) у Картуму покушала почетком 1884. да пропагандом и разним обећањима поколеба суданске устанике и изазове расуло међу њима. Да би то остварио, египатско-британски гувернер обећао је суданском народу већу слободу, повлачење египатске војске и администрације, забрану трговине робљем и добијање независности. Пошто нису имали поверења у та обећања, устаници су наставили борбу и, маја 1884, заузели су Бербер. Потиснута из свих гарнизона, британско-египатска војска држала је половином 1884. само Картум. Гувернер Гордон нашао се изолован и окружен од устаника, па је из Египта хитно тражио појачања. Тек крајем 1884. упућена је последња експедиција под генералом Гарнетом Вулзлијем (енгл. Garnet Wolseley) коју су устаници разбили пре њеног спајања са снагама у Картуму. Почетком 1885. устаничке снаге имале су око 200.000 људи. Крајем јануара оне су заузеле Картум и приморале британско-египатске снаге на повлачење преко египатске границе.

## Устаничка држава
Устаничке снаге убрзо су ослободиле целу територију Судана, који постаје независна држава махдиста. Образована је централна влада с престоницом у Ум-Дурману (Umm-Durmān), извршена је административно-територијална подела земље на провинције и створена регуларна војска. Убрзо после стицања независности, јуна 1885, умро је вођа устаника Махамед Ахмед. Наследио га је његов заменик, калиф Абд Алах бен Мухамед (Abd Allah ben Muhammed). После ослобођења земље, руководство устанка није приступило остварењу обећања датих народу, нити измени ранијих друштвено-економских односа. На место колонијалних, дошли су нови господари из редова вођа устанка, који су преузели земљишне поседе и робовску радну снагу. То је изазвало незадовољство у народу и побуну неких племена, што је довело до слабљења јединства и моћи махдистичке државе. 

### Рат са Етиопијом
Прекретница у даљем слабљењу устаничке државе био је рат, који јој је 1885. објавила Етиопија. Због напада Италије, Етиопија је 1888. тражила од Абд Алах бен Мухамеда склапање мира и савеза у заједничкој борби против колонијалних снага Велике Британије и Италије. Створена је реална могућност за ефикасну борбу против колонизатора. Међутим, Абд Алах бен Мухамед, оптерећен верским предрасудама, није то искористио, већ је поставио Етиопији, као услов, прелазак у ислам. Због тога је Етиопија, по наговору Велике Британије, наставила борбу против махдиста. Почетком марта 1889. дошло је до одлучујуће битке код Калабата (Qallabat), где је етиопска војска напала махдистичк снаге (око 85.000 бораца). После обостраних тешких губитака (у бици је погинуо и етиопски цар Јован IV), етиопска војска је одступила. Истовремено, британско-египатске снаге нанеле су прве поразе махдистима у биткама код Тушке (Tuška) 1889. и Токара (Tokar).

### Британска интервенција
Марта 1896. почела је дуго припремана британско-египатска интервенција под Хербертом Кичинером. Египатске снаге (око 20.000) и британске (око 12.000) наступале су долином Нила према Судану. Исцрпљена и слабо наоружана махдистичка војска (од 100.000 било је наоружано пушкама око 34.000) није била у стању да се супротстави модерно наоружаним и добро снабдевеним колонијалним снагама. У бици код Ум-Дурмана, 2. септембра 1898, махдисти су претрпели тежак и одлучујући пораз.
Кичинер је наставио напредовање ка Фашоди, коју су, пре тога, заузели Французи. После британско-француског сукоба око Фашоде, дошло је до компромиса и повлачења Француза. Устаници су наставили да пружају отпор у неким провинцијама, У бици код Ум-Дебрајката (Umm-Debraykat), 24. новембра 1899, погинуо је Абд Алах бен Мухамед. Наредне године капитулирале су и снаге Османа Дигне у провинцији Касали.

## Последице
Устанак махдиста угушен је, али судански народ није престао да пружа отпор колонијалној експлоатацији. Англо-египатским споразумом од 19. јануара 1899. створен је у Судану кондоминијум, којим је, у ствари, Судан постао британска колонија.